# Leslie Law
Leslie Law (* 5. Mai 1965 in Hereford) ist ein britischer Vielseitigkeitsreiter. Er ist Olympiasieger und dreifacher Europameister.
1990 bestritt Law seine ersten internationalen Wettkämpfe, doch erst gegen Ende des Jahrzehnts gelang ihm der Durchbruch an die Weltspitze. Bei der Europameisterschaft 2001 in Pau gewann er mit dem britischen Team die Goldmedaille. Diesen Erfolg wiederholte er 2003 in Punchestown und 2005 in Woodstock. 2002 wurde er bei den Weltreiterspielen 2002 in Jerez de la Frontera Dritter in der Teamwertung.
Laws größter Erfolg ist der Gewinn der Goldmedaille in der Einzelwertung bei den Olympischen Spielen 2004 in Athen. Vor dem abschließenden Springreiten lag er noch auf dem fünften Platz, konnte sich aber mit zwei fehlerfreien Durchgängen zunächst auf den zweiten Platz verbessern. Die deutsche Reiterin Bettina Hoy, die Erste geworden war, wurde auf den neunten Platz zurückversetzt, da sie die Zeitmessung zu früh ausgelöst hatte. Nachdem der Internationale Sportgerichtshof die Entscheidung der Jury bestätigt hatte, erhielt Law die Goldmedaille zugesprochen. Hoys Rückversetzung wirkte sich auch auf die Teamwertung aus: Das britische Team, dem auch Law angehörte, erhielt Silber statt Bronze.